# エステヴァン・シルヴァ
エステヴァン・シルヴァ（Estêvão Roberto da Silva、1844年頃 - 1891年11月9日）はブラジルの画家である。ブラジルで絵画の高等教育を受けた最初のアフリカ系ブラジル人の画家とされ、主に静物画を描いたことで知られる 。

## 略歴
リオデジャネイロかニテロイに生まれたとされる。1864年にリオデジャネイロのブラジル帝国美術アカデミー（Academia Imperial de Belas Artes）に入学した。ビクトル・メイレレスやジュール・ル・シェブレル(Jules Le Chevrel)、アゴスティーニョ・ジョゼ・ダ・モタに学び、同時期の学生にはアルメイダ・ジュニオール(Almeida Júnior: 1850-1899)やロドルフォ・アモエド(1857-1941)、フィルミーノ・モンテイロ(Antônio Firmino Monteiro: 1855-1888)、エンリケ・ベルナルデリ(1857-1936)、ベウミーロ・デ・アルメイダ(Belmiro de Almeida: 1858-1935)らがいた。静物画を得意とした教師のアゴスティーニョ・ジョゼ・ダ・モタから強い影響を受けて、静物画を描くようになり、ブラジルの花や果物を題材にした作品を描くようになった。
ブラジルでは1880年代の前半にドイツ生まれの画家、ゲオルク・グリムが帝国美術学校の教授となり、外光派のスタイルの教育を行い、「Grupo Grimm」（グリム派）と呼ばれる画家たち活動した.。エステヴァン・シルヴァはアントニオ・パレイラス(1860-1937)やジョヴァンニ・バッティスタ・カスタニェート(1851-1900)といったグリム派の画家と親しくなり、彼らの肖像画を描いているが、スタイルを変えることは無かったとされる。
アカデミーを卒業した後はリオデジャネイロの工芸学校(Liceu de Artes e Ofícios do Rio de Janeiro)で教師を務めた。

## 作品

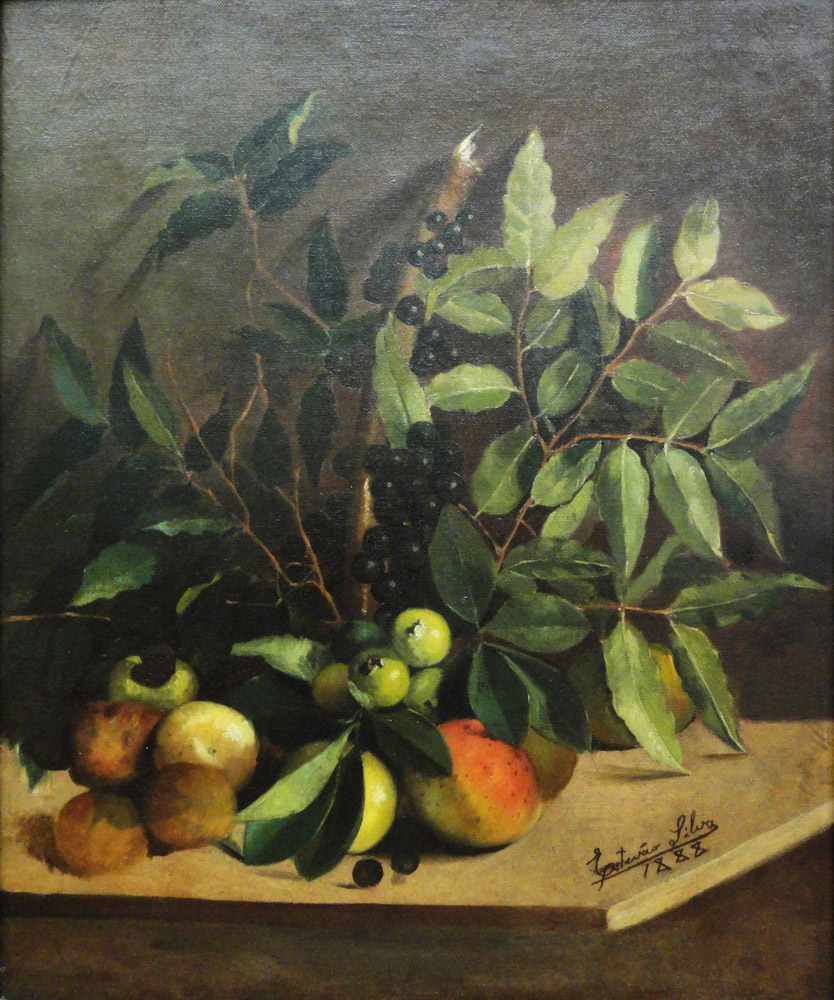
果物 (1888)
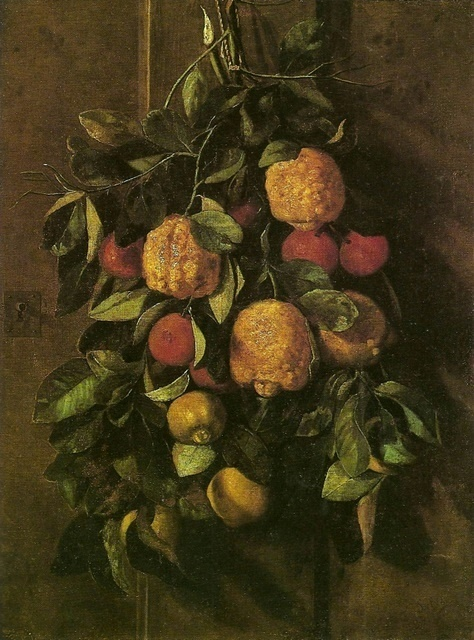
静物画(1891)
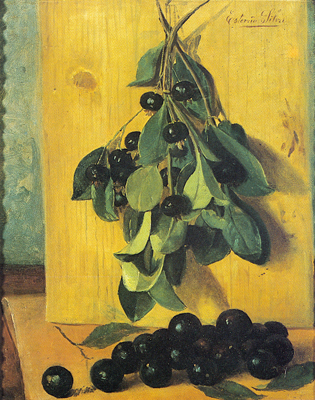
ブラジルチェリーとジャボチカバの実
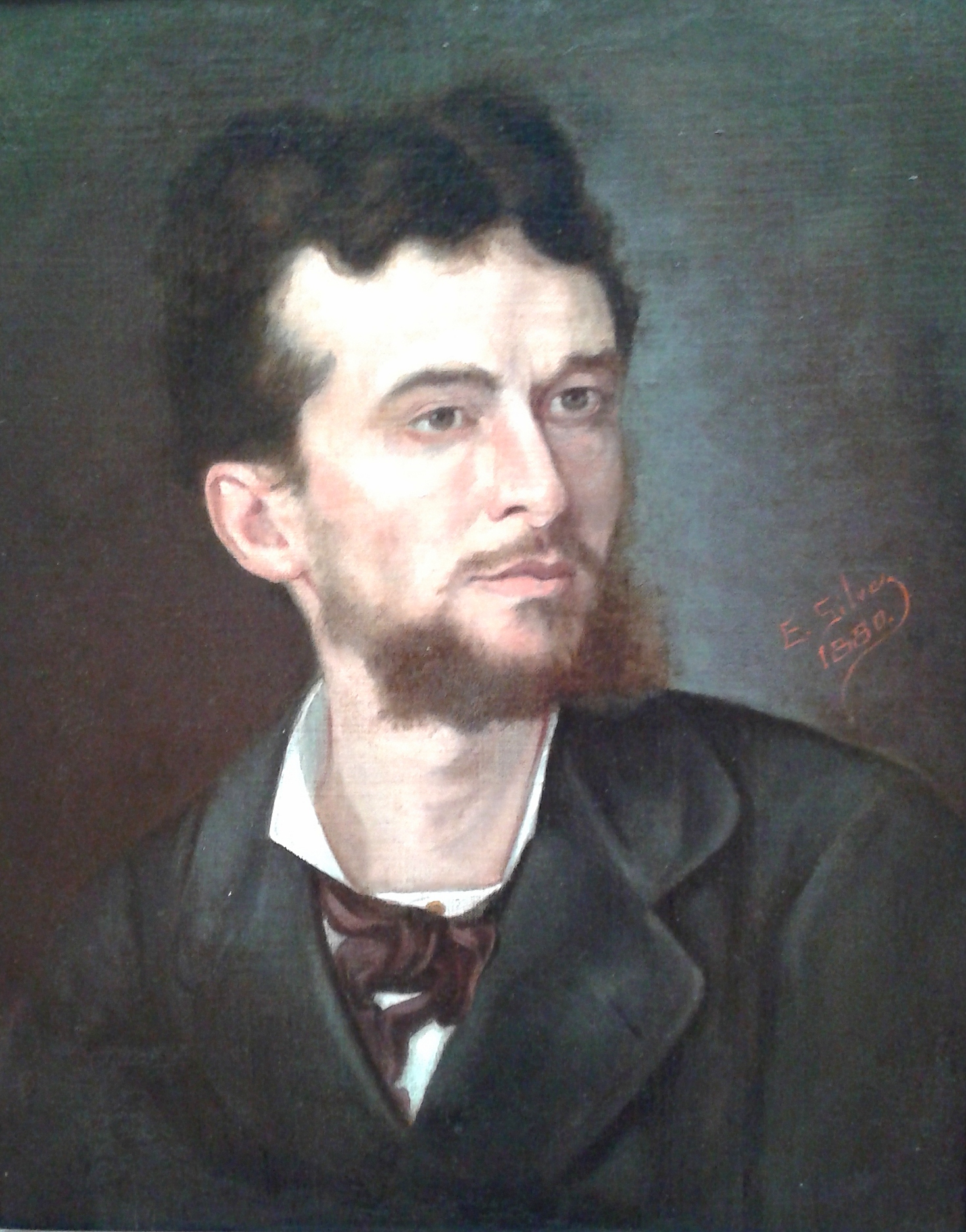
画家カスタニェートの肖像画

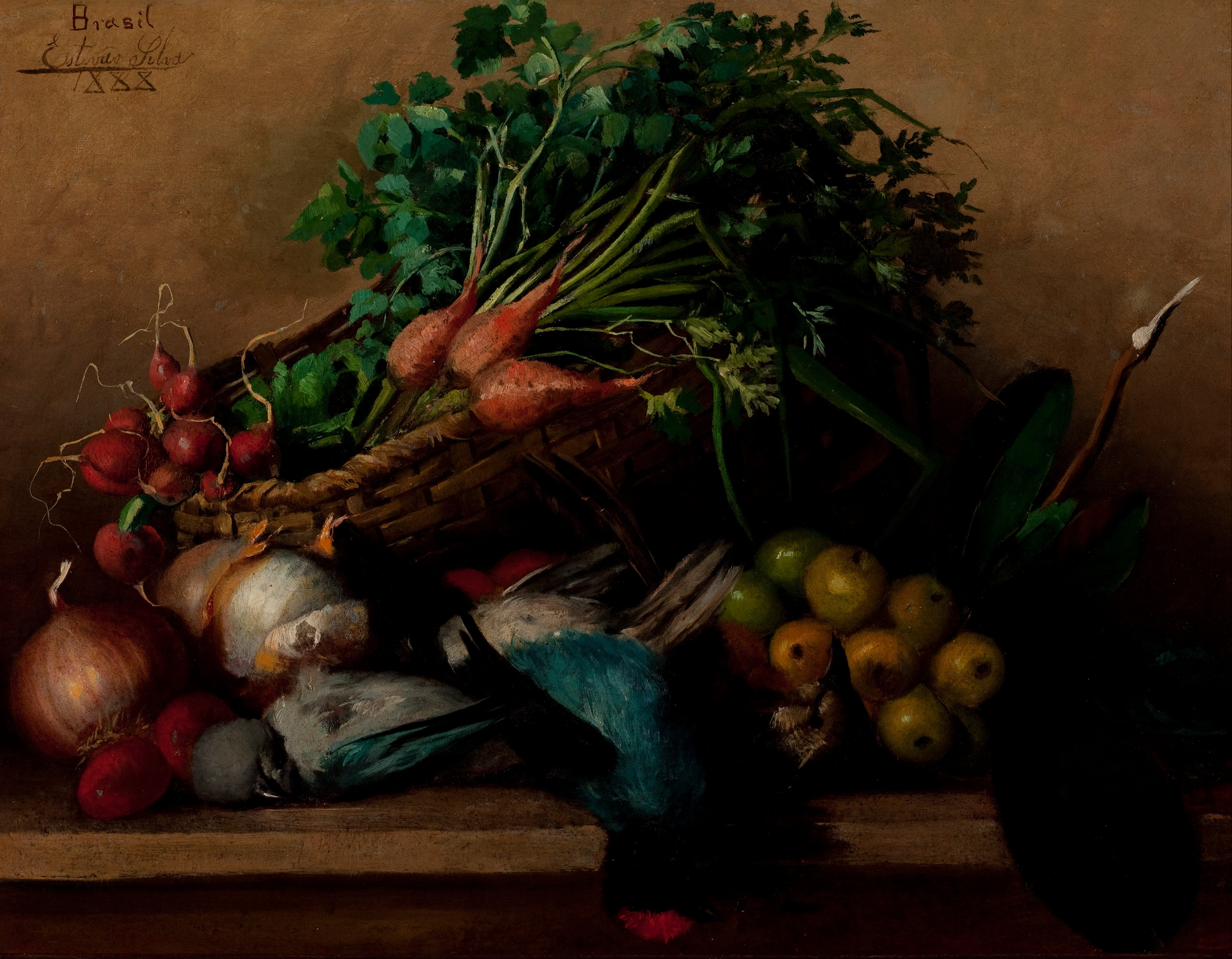
静物画
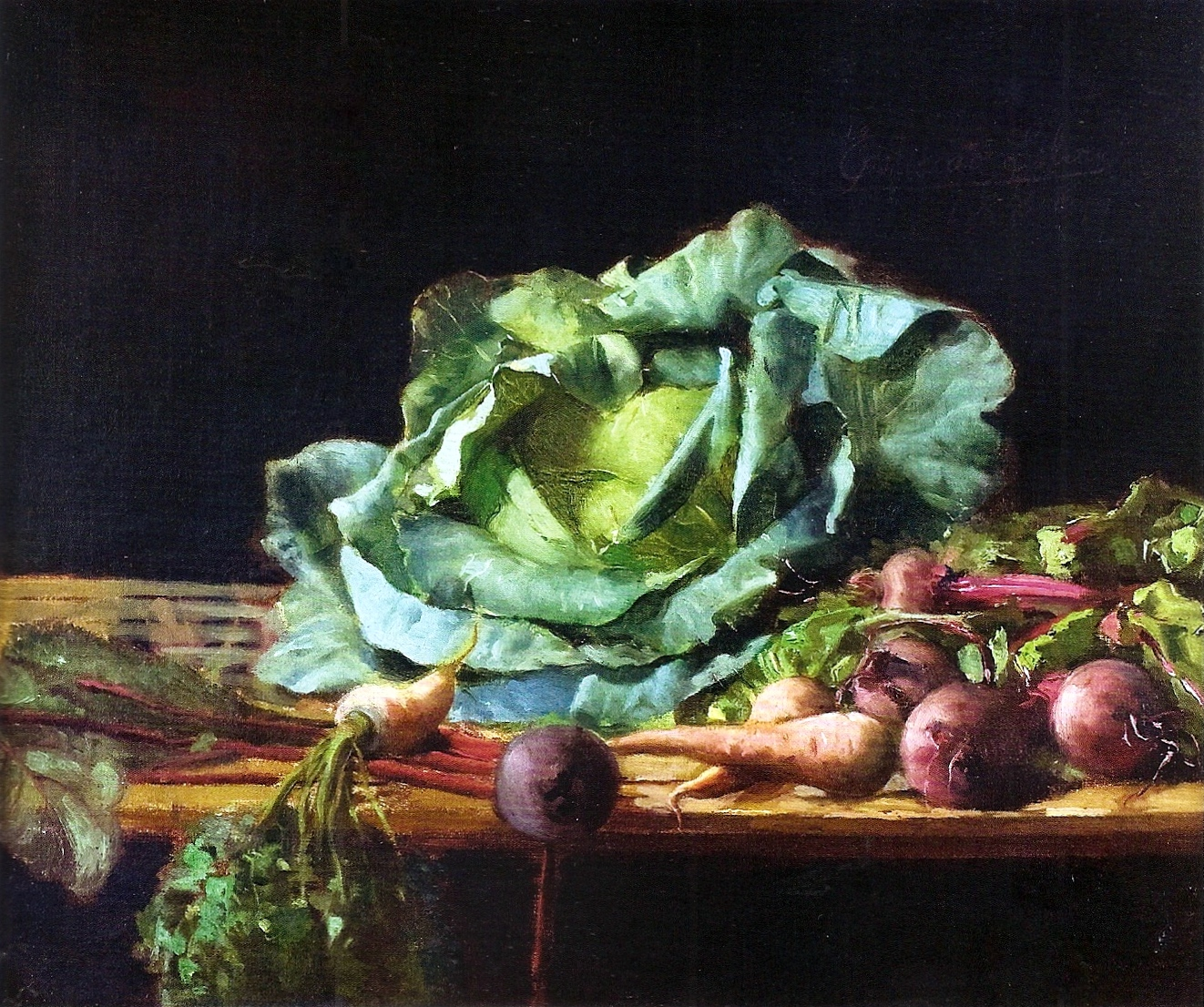
静物画
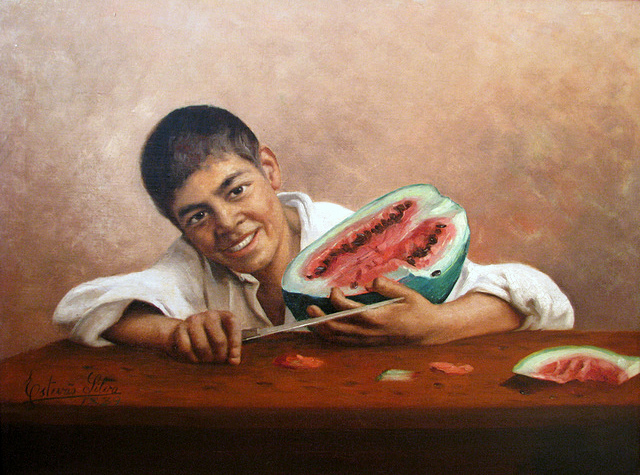
スイカを持った少年